# 굴뚝 청소부 (시)
굴뚝 청소부(The Chimney Sweeper)는 윌리엄 블레이크가 쓴 시로 1789년에는 <순수의 노래>에서 1794년에는 <경험의 노래>에서 출간되었다.  이 시는 18세기 말과 19세기에 만연했던 어린이 노동의 어두운 현실을 적나라하게 보여주었다. 4살에서 5살의 나이의 소년들이 몸집이 작다는 이유로 굴뚝을 청소하는 굴뚝 청소부로 팔려졌다. 아이들은 착취당했으며 그들이 '작다는 특성' 사회적으로 용납이 되었다. 이들 업종에 종사하는 아이들은 영양이 취약했고 옷도 허술하게 입었다. 대부분의 아이들은 작업도중 낙사사고로 숨지거나 검댕이를 들이 마셔 폐질환으로 사망하였다.